# Ханьбинь
Ханьби́нь (кит. упр. 汉滨, пиньинь Hànbīn) — район городского подчинения городского округа Анькан провинции Шэньси (КНР).

## История
В древности эти места носили название «Шанкан» (上庸). После того, как эти земли были завоёваны царством Цинь, в 312 году до н.э. был создан уезд Сичэн (西城县), а также образован округ Ханьчжун (汉中郡), власти которого разместились именно в Сичэне.
В конце империи Хань захвативший в 215 году Ханьчжун Цао Цао выделил восточную часть округа в отдельный округ Сичэн (西城郡), власти которого разместились в уезде Сичэн. В 221 году округ Сичэн был переименован в Вэйсин (魏兴郡). При империи Западная Вэй в 554 году была образована область Цзиньчжоу, власти которой также разместились в Сичэне. При империи Северная Чжоу уезд Сичэн был в 560 году присоединён к уезду Цзиань (吉安县). В конце империи Северная Чжоу уезд Цзиань также был расформирован, и был создан округ Вэйсин (魏兴郡).
После образования империи Суй уезд Сичэн был создан вновь, а в 598 году был переименован в уезд Цзиань. В 607 году уезд Цзиань был переименован в Цзиньчуань (金川县); он подчинялся округу Сичэн. В 617 году и уезд, и округ были расформированы.
При империи Тан эти места подчинялись округу Хайян (汉阳郡). В 785 году округ был расформирован, и эти земли перешли под прямое управление разместившихся здесь властей области Цзиньчжоу (金州). После монгольского завоевания все уезды в составе области Цзиньчжоу были расформированы, и она стала безуездной областью.
При империи Мин в 1583 году в результате наводнения областной центр был уничтожен, и власти области переехали южнее; новый город был выстроен у горы Чжаотайшань, а сама область была переименована в Синъань (兴安州).
При империи Цин в 1782 году область была поднята в статусе — так появилась Синъаньская управа (兴安府); территория, где размещались власти управы, была выделена в отдельный уезд Анькан (安康县).  После Синьхайской революции была проведена реформа структуры административного деления, и в 1913 году управы и области были упразднены.
В 1949 году урбанизированная часть уезда Анькан была выделена в отдельный город Анькан. В 1951 году был создан Специальный район Анькан (安康专区), и уезд с городом перешли под его юрисдикцию. В 1954 году город Анькан был расформирован, а его земли вновь перешли под юрисдикцию уезда Анькан. В 1958 году уезды Анькан и Ланьгао были объединены в один уезд, но в 1961 году разделены вновь. В 1968 году Специальный район Анькан был переименован в Округ Анькан (安康地区). В 1988 году уезд Анькан был преобразован в город Анькан.
В 2000 году были расформированы округ Анькан и город Анькан и образован городской округ Анькан; территория бывшего города Анькан стала районом Ханьбинь в его составе.

## Административное деление
Район делится на 4 уличных комитета и 25 посёлков.